# Say Anything
"Say Anthing"發行於1991年12月1日。這是Taiji擔任貝斯手時期所發行的最後一首單曲。1991年的日劇搖籃曲刑警以此曲為主題曲。
2001年12月1日愛子公主出生，也正好是這首單曲發行10年時，Yoshiki重製了一首管弦樂版本的"Say Anything"作為紀念。"Say Anything"的remix版本收錄在日本樂團地球樂團的專輯globe trance 2當中，Yoshiki在2002年加入這個樂團。。在2008年3月28日現場演唱會"攻撃再開 2008 I.V.〜破滅に向かって〜"中所演唱的則是acoustic的版本。
B面收錄的是1991年11月12號於日本盛岡演唱會的Silent Jealousy。

## 曲目
| 曲序 | 曲目                   | 时长 |
| ---- | ---------------------- | ---- |
| 1.   | Say Anything           | 8:42 |
| 2.   | Silent Jealousy (Live) | 7:49 |